# Psychopathic Records
Psychopathic Records, également connu sous le nom de The Hatchet, est un label discographique américain de hip-hop, basé à Farmington Hills, dans le Michigan. Le label est fondé en 1991 par Alex Abbiss et le groupe de hip-hop Insane Clown Posse. Le logo du label représente un homme tenant une hachette.
Hormis l'industrie musicale, Psychopathic s'occupe également du merchandising, des vidéos, et du catch. Psychopathic dirige ses propres opérations de distribution de marchandise, et dirige 30 employés à plein temps,. Le label produit en moyenne $ 10 millions de revenus par an,. Le studio d'enregistrement du label se nomme The Lotus Pod.

## Histoire

### Fondation (1991–1993)
Après la publication de l'EP Bass-Ment Cuts en 1991, le trio de hip-hop Inner City Posse originaire de Détroit, composé de Violent J, Shaggy 2 Dope, et John Kickjazz (John Utsler), recrutent un disquaire local, Alex Abbiss, pour endosser le rôle de manager. Sur les conseils du frère de Violent J, Jumpsteady, le groupe et Abbiss décident de créer leur propre label. Hésitant entre Mad Paperboy Records et Psychopathic Records, ils décident finalement d'appeler leur label Psychopathic et démarrent chez la mère d'Abbiss. Un dessin de Joseph Utsler griffonné sur une serviette, désormais connu sous le nom de Hatchetman, devient le logo officiel du label.
Inner City Posse publie son premier album professionnel, Dog Beats, plus tard la même année. Peu après, le groupe entreprend un changement de style, d'image, et de nom pour devenir Insane Clown Posse, et lance le concept du Dark Carnival  auquel contribueront les futurs autres musiciens du label. Esham et Kid Rock sont payés pour participer au premier album d'Insane Clown Posse à des fins marketing. Le groupe et son label se popularise modérément aux alentours de Détroit après la publication de Carnival of Carnage et Beverly Kills 50187, et grâce à leurs campagnes publicitaires respectives. Après Carnival of Carnage, John Kickjazz quitte le groupe et est remplacé à court terme pour l'enregistrement de Carnival of Carnage et de Beverly Kills 50187 par un membre nommé Gree-Z. Il quitte peu après le groupe et le trio ne devient plus qu'un duo.

### Fluctuation et développement (1994–2000)
Mike E. Clark est sélectionné pour devenir le producteur du label, via son studio d'enregistrement The Fun House. Le 8 mars 1994, Insane Clown Posse publie Ringmaster, qui se vend à 40 000 exemplaires indépendamment en été. Plus tard dans l'année, Project Born devient le premier groupe signé chez Psychopathic Records dans l'espoir de devenir « la future Dayton Family ». Le premier album du groupe, Project Born Dead, n'atteint pas le nombre de ventes attendu, et le groupe est alors renvoyé du label en 1995.
Insane Clown Posse signe un contrat avec Battery/Jive Records en 1995, mais quitte le label l'année suivante, car n'ayant fait aucune campagne publicitaire pour leur album, Riddle Box. Une journée après le départ du groupe de Jive et une journée avant leur signature chez Hollywood Records, Insane Clown Posse publie Tunnel of Love au label Psychopathic. Le groupe publie The Great Milenko en 1997, mais il est ensuite prévenu par Hollywood Records que l'album a été retiré du marché quelques heures après sa publication, malgré 18 000 exemplaires vendus, et une place (la 63e) au classement Billboard 200,,. Ce retrait de l'album fait polémique parmi les auditeurs, créant ainsi un intérêt médiatique général pour le groupe et leur label Psychopathic,.
En 1997, le label signe Myzery, les anciens membres des House of Krazees Jamie Spaniolo et Paul Methric, et en 1998 Blaze Ya Dead Homie. Sous le nom de Twiztid, Spaniolo et Methric lancent les identités de Jamie Madrox et Monoxide Child, et publie leur premier album, Mostasteless, cette même année. Insane Clown Posse, Twiztid, Myzery, et Blaze forment également le supergroupe appelé Psychopathic Rydas, et lancent Joe & Joey Records pour la publication des albums du groupe pour éviter toute poursuite judiciaire. Myzery quitte peu après le label après la publication de l'EP Para La Isla. Plus tard dans l'année, Island Records obtient les droits pour The Great Milenko depuis Hollywood Records, et signe Insane Clown Posse et Twiztid à leur label. Island aide également Psychopathic Records à se faire un nom dans l'industrie cinématique en finançant le long-métrage Big Money Hustla d'Insane Clown Posse avec 250 000 $. Le film est publié par Island Def Jam Music Group, Psychopathic Video, et Non-Homogenized Productions le 18 juillet 2000.
Après leur succès à la WWF, à la WCW, et la ECW, Insane Clown Posse fonde la branche de catch Juggalo Championship Wrestling en 1999 et créent Psychopathic Sports. En juillet 2000, Psychopathic Records organise le premier Gathering of the Juggalos annuel au Novi Expo Center de Novi (Michigan). Décrit par Bruce comme un « Juggalo Woodstock », le Gathering of the Juggalos attire plus de 7 000 personnes à Novi, Michigan pendant deux jours. Insane Clown Posse et Twiztid reviennent à Psychopathic la même année, et le label fonde peu après son propre studio d'enregistrement, The Lotus Pod. Twiztid publie l'album Freek Show, qui débute 51e au Billboard 200.

### Production constante (2001–2007)
En 2001, le supergroupe Dark Lotus débute, et se compose de Jamie Madrox, Monoxide Child, Violent J, Shaggy 2 Dope, Blaze Ya Dead Homie, et du musicien non membre de Psychopathic Marz. Plus tard la même année, Anybody Killa signe au label. Travaillant sur son album solo, Hatchet Warrior, Killa remplace Marz de Dark Lotus pendant une brève période,. Le rappeur originaire de Détroit, Esham, que Violent J considère être son inspiration, signe également avec Psychopathic Records, et publie son best-of, Acid Rain, l'année suivante. Jumpsteady publie son premier EP Chaos Theory en 2002. Au Gathering of the Juggalos de cette année, le rappeur V-Sinizter remporte un MC Contest et est récompensé d'un an de contrat avec Psychopathic Records. Le 5 novembre, Insane Clown Posse publie sa sixième carte Joker, The Wraith: Shangri-La, qui débute 15e du Billboard 200,. V-Sinizter publie Hunting Season en 2003, mais est par la suite retiré par le label faute de ventes conséquentes. Plus tard cette même année, le groupe de rock alternatif Zug Izland est signé et publie rapidement Cracked Tiles le 28 janvier 2003, puis leur dernier album, 3:33 le 1er juin 2004. Le label ferme après le départ de Zug Izland.
Après la publication de l'album Master of the Flying Guillotine en 2005, Jumpsteady se retire de la musique. Ce même été, les deux supergroupes Soopa Villainz et Drive-By sont créés. Le premier, composé de Mr. Diamond (Violent J), Mr. Club (Shaggy 2 Dope), Mr. Spade (Esham), et Mr. Heart (Lavel), publie l'album Furious en août. Le dernier, composé de Blaze et Anybody Killa, publie l'album Pony Down (Prelude) en octobre. Bien qu'Esham se soit significativement popularisé grâce à Psychopathic, il quitte le label pour lancer son propre label, Reel Life Productions, et le groupe Soopa Villainz se sépare. Anybody Killa quitte en février. Plus tard la même année, Psychopathic Records et le groupe de hip-hop D12, représentant Eminem, mettent un terme à leur rivalité lors d'un match de bowling. En avril, Axe Murder Boyz remporte un contrat avec Psychopathic Records et publie l'album Blood In, Blood Out avant son départ du label. En juin cette année, Alex Abbiss annonce son départ. Le garde du corps et ami d'Insane Clown Posse, William Dail, devient le nouveau président et CEO de Psychopathic Records. Plus tard le même mois, le label lance sa propre webradio appelée WFuckOff Radio,,. Boondox signe au label pendant le Gathering of the Juggalos, devient le premier rappeur du label originaire du sud du pays. En 2007, le troisième ancien membre de House of Krazees, The R.O.C., signe avec le nouveau sous-label de Psychopathic, Hatchet House.

### Signatures au label (2008–2012)
En 2008, Anybody Killa signe de nouveau chez Psychopathic. En mai 2008, le label organise le premier événement Hatchet Attacks annuel. Axe Murder Boyz signe avec Hatchet House le 22 août. Au Gathering of the Juggalos de 2008, un documentaire sur les Juggalos, intitulé A Family Underground, est tourné et publié le 19 mai 2009.
Le 17 février 2010, Psychopathic Records signe un contrat avec Fontana Distribution dirigé par Universal Music Group. À cette période, le label est nommé dans la catégorie « meilleur label local » aux Detroit Music Awards. Vanilla Ice et Cold 187um signent avec Psychopathic Records en 2011,. Le 3 janvier 2012, WFuckOff Radio est renommé en Psychopathic Radio. Aux Gathering of the Juggalos de 2012, les anciens groupes du label Zug Izland et Jumpsteady reviennent chez Psychopathic Records. Boondox et Twiztid quittent le label.

### Efforts futurs (depuis 2013)
Le 4 février 2013, Legz Diamond est annoncé au label. Une édition du Hatchet Herald se consacre uniquement au guitariste, et à son premier album chez Psychopathic, 9 Pistolas. En mars, Violent J commente le départ de Twiztid révélant qu'il y avait de l'animosité entre le groupe et Psychopathic, et annonce le départ supposé de Blaze Ya Dead Homie, mais que Twiztid et Blaze restent membres de Dark Lotus et des Psychopathic Rydas. Blaze dément plus tard son départ de Psychopathic.
Doe Dubbla, un rappeur originaire de Détroit, signe officiellement chez Psychopathic en juin 2013, sous le nom de Big Hoodoo. En juillet, Psychopathic publiant le premier album de Big Hoodoo, Crystal Skull, Cold 187 um part du label. Au Gathering of the Juggalos de 2013, le retour d'Axe Murder Boyz et de Boondox chez Psychopathic est confirmé, tandis que Blaze Ya Dead Homie quitte Psychopathic Records. Entretemps, une ancienne employée traine le label en justice pour harcèlement sexuel.
Le 25 février 2018, Violent J annonce sur Twitter que le CD Hurricane of Diamonds serait disponible pendant le SlamFest Tour (du 1er mars 2018 au 1er avril 2018) avec Attila, Sylar, Cage, Lil Toenail, Lyte, Ouija, et serait disponible dans quelques semaines (mi-mars 2018) sur Psychopaticmerch.com. Il est également dit que le CD comporterait 17 titres au total, avec des chansons dont les vidéos musicales sont réalisées en 2017, également avec au moins 13 n'étant jamais sortis sur CD auparavant, et trois étant de toutes nouvelles chansons inédites d'Insane Clown Posse.

## Artistes

### Artistes actuels
- Insane Clown Posse (depuis 1991) : composé des membres Violent J et Shaggy 2 Dope, les deux sont cofondateurs et propriétaires de Psychopathic Records. Auparavant connus sous le nom d'Inner City Posse, le groupe publie le premier album du label, Dog Beats, en 1991. Le duo remporte un disque d'or et trois disques de platines pour leurs albums, et compte plus de 6,5 millions d'exemplaires vendus aux États-Unis et au Canada en avril 2007[45],[46].

- Mike E. Clark (1993-2002, depuis 2013) : parfois considéré comme le troisième membre d'ICP, il est producteur de plusieurs albums chez Psychopathic Records entre 1992 et 2002. Il quitte le label et signe au label Strange Music et fait partie d'un groupe appelé Project Deadman. Il fait son retour chez Hatchet en 2006, et produit l'album F.T.F.O. de Shaggy 2 Dope, puis Tempest d'Insane Clown Posse's Tempest.

- Jumpsteady (1995-2005, depuis 2012) : frère de Violent J, Jumpsteady est un membre important de Psychopathic Records. Il y publie son premier album en 2002, à l'origine prévu pour 1997. Il prévoit initialement de se retirer de la musique en 2005. Après le Gathering of the Juggalos et le Smothered, Covered & Chunked, Jumpsteady revient au label[47]. Jumpsteady rejoint le groupe Legz Diamond & The Purple Gang, avec le guitariste et chanteur Legz Diamond et Sugar Slam.

- Dark Lotus : (depuis 1998) : anciens membres du label d'Insane Clown Posse et de Twiztid ayant formé le supergroupe Dark Lotus en 1998 et publié le single Echo Side, plus tard publié dans l'album d'Insane Clown Posse The Amazing Jeckel Brothers[19]. Le groupe subit plusieurs changement dans sa formation depuis la publication en 2001 de leur premier album Tales from the Lotus Pod avant de décider de se former uniquement d'Insane Clown Posse, de Twiztid, et de Blaze Ya Dead Homie[19].

- Anybody Killa (2001-2006, depuis 2008) : d'abord hype man de Blaze Ya Dead Homie, Anybody Killa publie son premier album Hatchet Warrior en 2003[48]. Après son départ de Psychopathic Records en 2006, il revient au label l'année suivante[48]. Le contenu lyrique de Killa se concentre principalement sur ses origines de natif américain[48]

- Zug Izland (2002-2004, depuis 2012) : formé par Violent J et le producteur Mike Puwal, Zug Izland publie son premier album Cracked Tiles en 2003. Après la publication de 3:33 sous le label Ax & Smash Records aet après leur départ de Psychopathic Records en 2004[49], le groupe revient au label en 2012[50].

- Axe Murder Boyz (2006-2007, depuis 2013) : ils gagnent un an de contrat avec le label, puis rejoignent le sous-label Hatchet House[51]. Ils publient ensuite un album et un EP sur Hatchet House avant leur départ à la fin de 2010. Ils reviennent au label en 2013, comme annoncé au Gathering of the Juggalos de cette année, et publient leur premier album au label depuis 2006, The Garcia Brothers le 25 mars 2014. Otis (membre d'AMB) prévoit un album solo sur Psychopathic, Slaughter, en 2015.

- Vanilla Ice (depuis 2011) : Vanilla Ice voit sa popularité grimper à la fin des années 1980 et au début des années 1990[52]. Juggalo autoproclamé, il joue dans de nombreuses soirées Gathering of the Juggalos[53]. Ice signe au label en 2011 et gagne des fans loyaux[36].

- DJ Clay  (depuis 2012) : DJ Clay signe au sous-label de Psychopathic, Hatchet House en 2007, comme prévu au GOTJ de 2007. Il publie six mixtapes sur Hatchet House. Il signera chez Psychopathic à la fin de 2012 puis publiera sa première mixtape au label, A World Upside Down: The Mixxtape. Il se joindra ensuite au groupe Zug Izland.

- Legz Diamond (depuis 2013) : partenaire d'Insane Clown Posse puis Riddle Box. Il signe officiellement au label en 2013, et y publie son premier album 9 Pistolas le 19 mars 2013.

- Big Hoodoo (depuis 2013) : Doe Dubbla est un partenaire de Psychopathic Records, depuis 2010 sur Hatchet Radio. En 2013, Doe Dubbla signe officiellement chez Psychopathic Records sous le nom de Big Hoodoo, et publie son premier album Crystal Skull le 2 juillet 2013.

- The Killjoy Club (depuis 2013) : un nouveau supergroupe chez Psychopathic Records composé d'Insane Clown Posse et de Da Mafia 6ix, selon une entrevue accordée à DJ Paul, le groupe est formé entre le milieu à la fin 2013 après la proposition de Violent J et de Shaggy avec DJ Paul et DM6 de formation d'un groupe. Il signe au label et publie son premier album Reindeer Games le 2 septembre 2014[54].

- DJ Paul (depuis 2013) : membre fondateur des Three 6 Mafia et membre de Da Mafia 6ix. Ancien membre de Tear Da Club Up Thugs. Il est annoncé au Gathering Of The Juggalos de 2014. Son premier album solo chez Psychopathic est intitulé Master of Evil.

- Tha Hav Knots (depuis 2014) : annoncé pendant la performance d'Anybody Killa au Gathering de 2014.

### Anciens artistes
- Project Born (1994-1995)
- Myzery (1997-1999)
- V-Sinizter (2002-2003)
- Esham (2002-2005)
- Soopa Villainz (2002-2005)
- Drive-By (2001-2006, 2008-2013)
- MC Breed (2004-2008)
- Zodiac MPrint (2007-2009)
- Twiztid (1997-2012)
- Cold 187um (2011-2013)
- Blaze Ya Dead Homie (1999-2013)
- Boondox (2005-2012, 2013-2015)
- Boondox and Crucifix Group (2014-2015)

## Sociétés sœurs

### Hatchet Gear
Psychopathic Records commence la distribution de marchandises en 1994 avec la vente de t-shirts. Après la vente rapide de plusieurs comic books dessinés par Joseph Utlser (en) en 1994, le label se lance dans la fabrication d'objets de collection. Psychopathic fonde un département séparé uniquement consacré au merchandising appelé Hatchet Gear. Hatchet Gear se consacre à la vente de t-shirts, de maillots, de sweats et « de boissons énergisantes, de figurines, de masques de ski, de la bijouterie et des baskets,. » Ce type de merchandising devient un aspect de la société.

### Psychopathic Video
Psychopathic Video compte six vidéos de catch, cinq DVD concerts, cinq documentaires, un documentaire parodique, un mini-film, une série de clips, et deux films,,,,,. Le 31 août 2004, Psychopathic Video publie le film à succès Bowling Balls en parallèle à l'album d'Insane Clown Posse Hell's Pit. Il s'agit du premier film en 3D filmé en haute-définition.

### Psychopathic Sports
Psychopathic Sports est lancé en 1997 lorsqu'Insane Clown Posse publie une VHS intitulée ICP's Strangle-Mania, qui inclut une compilation de deathmatches humoristiques. Psychopathic Sports organise deux événements de catch Strangle-Mania Live en 1997 et 1998. Psychopathic Sports se consacre au Juggalo Championship Wrestling en 1999.